# 妖怪横丁
妖怪横丁（ようかいよこちょう）は、水木しげる原作のテレビアニメ『ゲゲゲの鬼太郎』（第5作）、及びほしの竜一作画の漫画『ゲゲゲの鬼太郎 妖怪千物語』に登場する妖怪の住む街の名称。主に、鬼太郎の仲間である善良な妖怪たちの住処である。また、同世界観を舞台にしたゲーム『ゲゲゲの鬼太郎 妖怪横丁』が、Yahoo!モバゲーなどで提供されている。（後述）

## 概要
旧作の「ゲゲゲの森」に相当する場所であるが、単なる森であったゲゲゲの森とは違いある程度開発が進んでおり、妖怪たちの経営する商店街を中心として様々な施設が存在する（今作では横丁周辺の森が「ゲゲゲの森」と呼ばれる）。
横丁のある場所は人間の世界からは切り離された異世界であり、五箇所ある出入り口の灯篭に灯る炎の力で外界と繋がっている。つるべ火に頼むことで1日1回のみ外界側の出口を日本各地にある灯篭につなぎ変えることも可能。元々は人間界と地獄を繋ぐ通路の一部であり、そこに妖怪達が住み着いて街を形成してきた。ちなみにアニメ第5作放送直後に、幾つかのメディア雑誌で『千と千尋の神隠し』に出てくる「不思議な世界」を彷彿とさせるとの評価があり、事実上も作中で千尋が働いた湯屋・「油屋」のような、お歯黒べったりが経営する「大風呂屋敷」が存在する。
基本的に人間は妖怪と一緒でないと入ることは出来ないが、霊力の高い人間が偶然迷い込むこともある。

## 妖怪横丁にある建物など
- 鬼太郎の家（ゲゲゲハウス）

鬼太郎と目玉おやじが住む、原作や過去のアニメからお馴染みのツリーハウス。横丁の通りから外れた原っぱに建っている。
過去作品とは以下の様な内装の違いが見られる。
- 「霊界テレビ」は無く（妖怪千物語ではある）、ラジオと黒電話がある。
- 木の葉の蒲団ではなく、普通の蒲団に寝ている。
- 部屋の中央には囲炉裏があり、時々つるべ火に来てもらう。

第48話で井戸仙人の作った植物活性剤がかかり、意志を持って動き出した事がある。「ゲゲゲハウス」の呼称は1980年代に放送された第3作の商品（玩具）化の際に付けられたが、本編で呼ばれたのはこの回が初。
- 妖怪長屋

砂かけ婆が営むアパート。子泣き爺を筆頭に住民のほとんどが家賃を払っていないため、掃除洗濯や修繕、砂の採取などに扱き使われる事が多い。家賃はかなり高い（或いは皆の滞納期間が長く溜まっている）らしい。
また、住民が家賃を稼ごうと（人間界でアルバイトをしたり、ねずみ男などの儲け話に乗ったり）して事件に巻き込まれるのも、今期における導入パターンの一つである。「家賃を払え!」「払えん!」のやりとりは妖怪横丁の名物になっている。
住民は子泣き爺、かわうそ、呼子、傘化け、ろくろ首、ぬりかべ（第13話で円満転出）、アマビエ（第26話から転入）など。この中で作中で家賃を払っている形跡が明確にあるのは、転出したぬりかべ（子泣き爺のルームメイトで比較的家賃は安かった）と、途中からネコ娘と共に人間界でアルバイトを始めたろくろ首のみ（もっとも、ろくろ首はその後も家賃関係の待遇で他の住人との間にさほど差が無く、ネコ娘と共に働いてる割には支払いがそれほど順調ではない事も示唆されている）。
- 大風呂屋敷

お歯黒べったりが営む銭湯。横丁の建物では最も大きい。15話で自転車を欲しがる鬼太郎のために目玉おやじが働いていたが、失敗。第86話で後神が住み込み店員になる。
- 夜行研究所

巨木をくり抜いた構造。大型テレビがあるため人気番組や重大ニュースが放送される際には仲間が集まって視聴する。夜行さんは研究に没頭するとろくに掃除をしないせいか、重要施設であるにもかかわらず内部はやたらとほこりが積もっているのが玉にキズ。
- すましや

油すましが営む、油と醸造品（酒・味噌・醤油など）の店。
- 饅頭屋

小豆洗いが営む。よく饅頭をつまみ食いされる。15話で自転車を欲しがる鬼太郎のために目玉おやじが働いていたが、失敗。
- 雑貨屋

釣瓶落としが営む。自称コンビニ。15話で自転車を欲しがる鬼太郎のために目玉おやじが働いていた。
饅頭屋と雑貨屋は隣同士で、第40話で同日に鬼太郎グッズを発売して熾烈な販売競争を展開した。この影響で、鬼太郎グッズが妖怪横丁中に流行った。登場した「ちゃんちゃんこサンド」と「ゲゲゲスナック」は現実に商品化もされた。
- 化け蛸が営むマッサージ屋

15話で自転車を欲しがる鬼太郎のために目玉おやじが働いていた（）。
- 妖怪寺

閻魔大王らしき像が祀られている。逆柱が出現した事もあった。時々、岩魚坊主が読経に訪れる。
- ぬりかべ一家の家

13話でぬりかべがねずみ男の援助により建造。親の体格と子の数からしてかなり大きい。玄関には屋号なのか「ぬ」一文字。
- 豆腐小僧が営む豆腐屋
- もめんや

絹狸が営む反物屋。一反木綿も手入れを受けている。
当初は一反木綿の店という設定だったが、放送が進むたびに番組スタッフから「一反木綿の性格は経営に向いていないのでは」との意見が出て急遽布に関する妖怪を探すことになり、絹狸が選ばれた。
- ねずみ男の家

正式な場所は不明であちこちに家を作っては壊して（または壊されて）移り住んでいる。38話で見越し入道の子を預かって面倒を見ていた時は、長屋の裏に比較的まともな小屋を建てていた。
- 白山坊の芝居小屋
- ひのわや

輪入道が営む運送屋。店員は白坊主と火車。火車は住み込みらしく、買った餅を店内に保管していた。
- 妖怪桜

『妖怪千物語』に2度登場。春に住民がこぞって花見をする。1度目はのびあがりが襲来、2度目は豆腐小僧のカビ豆腐騒ぎと災難続き。
- 時計塔

アトラクション映像『妖怪王ベリアル』に登場。悪魔ベリアルなどの西洋妖怪が封印されている。
なお、ねこ娘の家はどこにあるかは設定されていない。

## ゲーム
『ゲゲゲの鬼太郎 妖怪横丁』は、2013年9月9日からYahoo!モバゲーなどのプラットフォームで提供されているフジテレビジョン制作のソーシャルゲーム。基本プレイは無料（アイテム課金）。アニメ『ゲゲゲの鬼太郎』に登場する街「妖怪横丁」を舞台に、プレイヤーがお店を繁盛させたり、仲間を増やして妖怪を退治しながら横丁を発展させていく育成シミュレーションゲームである。
2014年12月15日に中国語（繁体字）版として「ゲゲゲの鬼太郎 妖怪市集」が台湾、香港、マカオなどの繁体字圏で開始。
2015年2月12日にMobageにてモバイルブラウザ版の提供を開始。
2016年5月18日にはフジテレビ公式ゲームサイトのフジテレビ★プラネッツ版を開始した。
本ゲームはYahoo!モバゲー開催の「Yahoo! Mobage Award」にて、2013年に「ルーキー賞」、2014年に「ユーザーが選ぶベストタイトル賞」を受賞している。
2018年12月25日から2019年1月19日に、鬼太郎と協力する側として、X JAPANのToshlとのコラボレーションを行った。著名人を起用した企画はこれが初となった。